# Adevărații Finlandezi
Adevărații Finlandezi (în finlandeză Perussuomalaiset, în suedeză Sannfinländarna, abreviat PS) este un partid politic de orientare populistă din Finlanda, fondat în 1995 în urma dizolvării Partidului Rural Finlandez. La sfârșitul anilor 2000, Adevărații Finalndezi au modificat balanța dintre partidele centriste finlandeze, crescând rapid în popularitate datorită politicii lor eurosceptice. Liderul mișcării este Timo Soini. La alegerile din 2011, Adevărații Finlandezi au devenit o amenințare serioasă pentru partidele tradiționale din Parlamentul Finlandei, obținând scoruri asemănătoare cu Partidul Coaliția Națională, Partidul de Centru din Finlanda și Partidul Social Democrat în sondaje.
Partidul combină politicile economice de extremă stângă cu niște valori sociale puternic conservatoare.